# Шнитцлер, Иоганн Генрих
Иоганн Генрих Шницлер (1802—1871) — французский историк и статистик.
В 1823—28 гг. жил в России домашним учителем и собрал обширный материал о ней. Затем в 1829 г. взялся руководить в Париже «Encyclopédie des gens du monde» и был занят этим до 1845 г. Член-корреспондент СПб. АН c 20.12.1839 по отделению исторических, филологических и политических наук.
В 1840—44 гг. был учителем немецкого языка у принцев и принцесс Орлеанского дома. В 1847 г. он получил должность инспектора городских школ Страсбурга, а в 1856 г. профессуру всеобщей литературы в протестантской семинарии там же. Летом 1864 г. он предпринял второе путешествие в Россию.

## Труды
Литературную известность он приобрел своими «Essai d’un statistique générale de l’empire de Russie» (П., 1829) и «La Russie, la Finlande et la Pologne, tableau statistique, géographique et historique» (П. и СПб., 1835). Затем последовали:
- «De la création de la richesse» (Париж, 1842)
- увенчанная французским Институтом «Statistique générale, methodique et complète de la France» (П., 1846).

Ценные вклады к познанию истории, географии и статистики Русского государства Шнитцлер дал ещё в «Histoire intime de la Russie sous les empereurs Alexandre et Nicolas» (П., 1847);
- «La Russie ancienne et moderne, histoire, description, moeurs» (П., 1854)
- «Description de la Crimée» (П., 1855),
- больше же всего своим главным произведением «L’empire des Tsars au point actuel de la Science» (П. и СПб., 1856—66).

Замечательны ещё:
- «La mission de l’empereur Alexandre II et le général Rostoftsoff» (П., 1860);
- биографии князей Разумовского и императора Павла I в «Hist. Taschenbuch» (1863—67);
- «Rostopchine et Koutouzof, ou la Russie en 1812» (П., 1863)
- «Atlas historique et pittoresque, ou histoire universelle disposée en tableaux synoptiques» (1859).